# Tipula (Papuatipula) surcularia
Tipula (Papuatipula) surcularia is een tweevleugelige uit de familie langpootmuggen (Tipulidae). De soort komt voor in het Australaziatisch gebied.